# Petroica rosea
La petroica pettorosa (Petroica rosea Gould, 1840) è un uccello della famiglia dei Petroicidi originario dell'Australia sud-orientale.

## Tassonomia
Come tutti i Petroicidi, noti anche come pettirossi australiani, la petroica pettorosa non è affatto imparentata né con il pettirosso europeo né con quello americano, ma appartiene al parvordine dei Corvida, che comprende molti Passeriformi tropicali e australiani, come i Pardalotidi, i Maluridi e i Melifagidi, oltre, naturalmente, ai Corvidi. Le specie australiane del genere Petroica, al quale essa appartiene, sono note comunemente come Red Robins («pettirossi rossi») per distinguerle dai cosiddetti Yellow Robins («pettirossi gialli») del genere Eopsaltria. La petroica pettorosa è stata descritta per la prima volta dall'ornitologo John Gould nel 1840, che attribuì a essa un epiteto specifico derivato dal latino roseus («rosa»). Le analisi effettuate sul DNA nucleare e mitocondriale delle specie australiane del genere Petroica suggeriscono che la petroica pettorosa e la petroica ventrerosa siano strettamente imparentate tra loro.

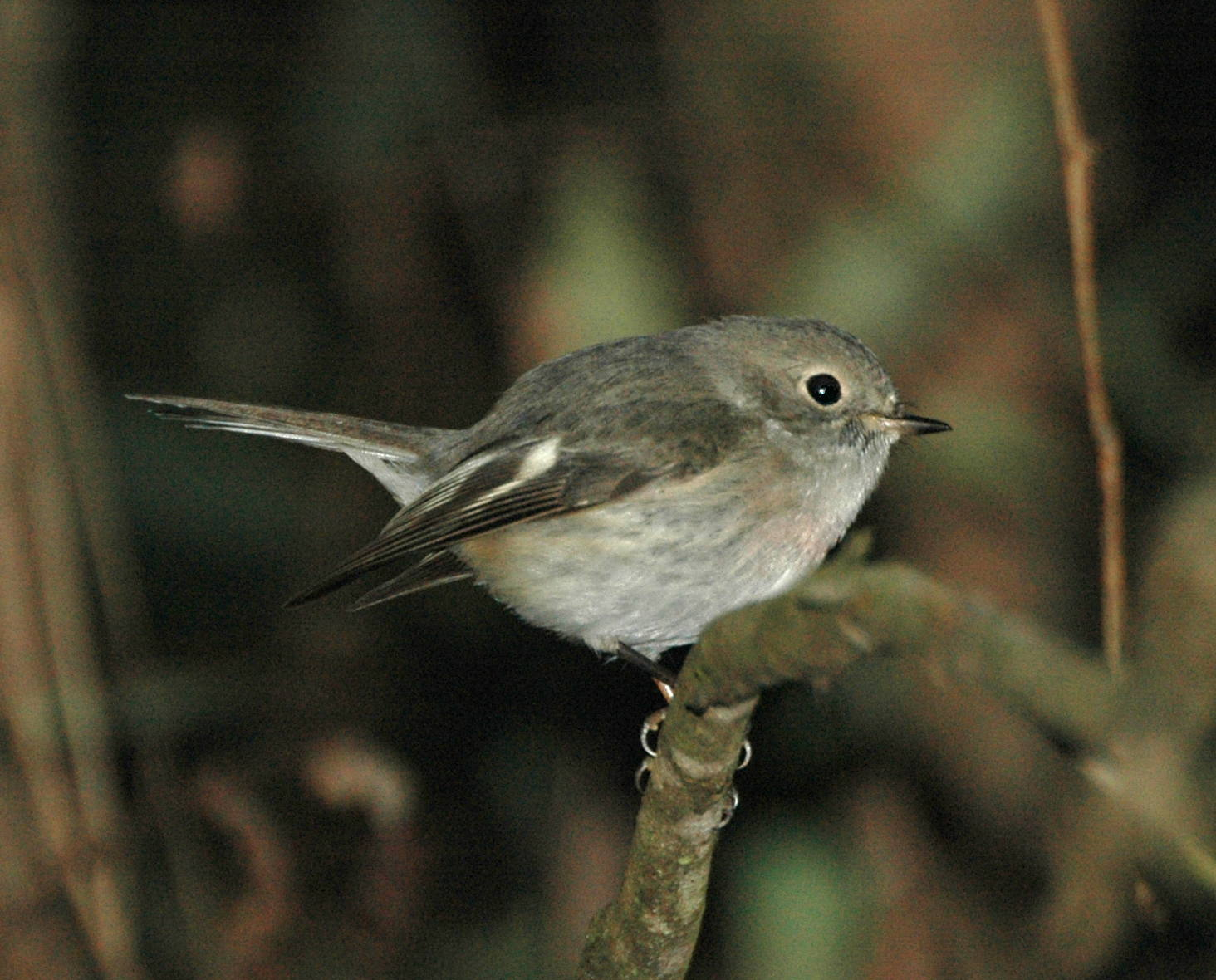
Femmina di petroica pettorosa a Kobble Creek, nel Queensland sud-orientale.

## Descrizione
Gli esemplari adulti misurano circa 11 cm di lunghezza. Il maschio ha petto e addome di colore rosa, e testa, gola, dorso e coda grigio scuri, con fronte e superficie esterna della coda bianche. Non è presente alcuna barra alare bianca. La femmina è di colore uniforme: le regioni superiori sono grigio-marrone chiaro e quelle inferiori grigio-bianche, con piccole macchie bianche sulle ali e sopra il becco. Becco, zampe e occhi sono neri. Sia il maschio che la femmina emettono un richiamo che risuona come un tick.

## Distribuzione e habitat
La petroica pettorosa vive nell'Australia orientale e sud-orientale, a est della Grande Catena Divisoria, da Rockhampton, attraverso le regioni orientali di Nuovo Galles del Sud e Victoria, fino all'Australia Meridionale sud-orientale. Non è presente, però, in Tasmania. È presente nelle foreste di sclerofille umide e nelle foreste pluviali, dove abita gole e vallate, e si disperde nelle foreste più secche durante i mesi freddi. La petroica pettorosa è piuttosto vulnerabile all'avanzata degli insediamenti umani e alla deforestazione, e nelle aree dove le attività umane hanno maggiormente fatto sentire il loro influsso essa è scomparsa. Alcune popolazioni si sono stabilite nelle aree di conservazione dei Corridoi Fluviali di Dandenong, Scotchmans e Gardiners, alla periferia orientale di Melbourne.

## Biologia

### Alimentazione
Da sola o in coppie, la petroica pettorosa tende a cercare il cibo tra le chiome degli alberi. Il grosso della dieta è costituito da insetti e ragni, catturati prevalentemente in volo. Diversamente da altri Petroicidi, non torna mai sullo stesso ramo dopo avervi già catturato una preda. Tra gli insetti catturati ricordiamo bruchi, vespe, cimici, cicale, Ligeidi, vari Coleotteri come Buprestidi, Crisomelidi, e curculioni, mosche e formiche.

### Riproduzione
La stagione della nidificazione va da settembre a gennaio e ciascuna coppia può avere anche due covate. Il nido è costituito da una profonda coppa fatta di pezzi di muschio e felci, tenuta insieme e imbottita con tela di ragno, piume e peli, mentre l'esterno viene ricoperto con licheni. La struttura è generalmente situata alla biforcazione di un ramo di un grosso albero, a circa 10–20 m di altezza dal suolo. Le uova deposte, in numero di due o tre, sono di colore bianco sporco con sfumature bluastre, grigiastre o brunastre, e ricoperte da macchioline grigio-marrone scuro; misurano 17×13 mm. Il nido può essere parassitato da cuculi pallidi (Cacomantis pallidus), cuculi di macchia (Cacomantis variolosus) e cuculi bronzati di Horsfield (Chrysococcyx basalis).